# Jan Vreede
Pour les articles homonymes, voir Vreede.
Jan Vreede, né le 19 janvier 1900 à Zaandam et mort le 17 février 1989 à Amsterdam, est un skipper néerlandais. Aux Jeux olympiques d'été de 1924 à Paris, il remporte la médaille de bronze en série 6 m JI, avec Johan Carp et Anthonij Guépin à bord du Willem Six.